# Boarmia detrita
Boarmia detrita är en fjärilsart som beskrevs av W. Warren 1900. Boarmia detrita ingår i släktet Boarmia och familjen mätare. Inga underarter finns listade i Catalogue of Life.